# 徳吉孝士
徳吉 孝士（とくよし こうじ、1971年11月22日 - ）は、茨城県出身の元騎手で、現在は調教助手。
父は騎手出身者として初めて競馬学校騎手課程の教官となった徳吉一己。

## 来歴
競馬学校7期生として河北通・郷原洋司・四位洋文・橋本広喜・土谷智紀・日吉正和・藤田伸二・宝来城多郎・水野貴広・安田康彦と同期になり、卒業後の1991年3月に美浦・内藤一雄厩舎からデビューした。
1年目の1991年は3月2日の中山第1競走4歳未勝利・リキアイドーター（13頭中12着）で初騎乗を果たし、同31日の中山第1競走4歳以上400万下・コウチキャッスルで同着での初勝利 を挙げる。夏の札幌ではサンエイサンキューに騎乗し、新馬では4コーナー先頭から2着に5馬身差付けて勝利するが、札幌3歳ステークスではニシノフラワーの13着、続くクローバー賞は7着で降板。同年は7勝、2年目の1992年も7勝、3年目の1993年には初の2桁勝利で自己最多の19勝をマーク。
1992年には2月2日の東京第4競走4歳500万下でフレンチボーイに騎乗し、サンエイサンキューの新馬で2着であった岡潤一郎騎乗ゴールデンゼウスにクビ差勝利。4月26日の東京第2競走4歳未勝利では9頭中9番人気のブランドエンジェルで勝利して単勝・枠連・馬連万馬券、7月11日の札幌第6競走3歳新馬では9頭中9番人気のマイネルロカビリーで1番人気ナリタタイシンを抑えて勝利し枠連・馬連万馬券の波乱を起こす。10月17日の東京第8競走4歳以上500万下では10頭中10番人気のダーリングエスパーで勝利するなど、7勝中3勝は最下位人気での勝ち星であった。
1993年には5月16日の東京第1競走4歳未勝利でハワイアンイメージ産駒ワイキキクイーンで11番人気ながら逃げ切って馬連5万馬券の波乱を起こし、9月12日の中山では1日3勝を挙げ、10月10日の福島第2競走3歳新馬では15頭中15番人気のブランドダンデーで勝利して単勝・枠連・馬連万馬券の波乱を起こす。ジャパンカップ前日の11月27日の東京最終第12競走4歳以上500万下をサンダーロイヤル、当日の翌28日の東京最終第11競走4歳以上900万下をジョウテンウインで勝利し、初の2日連続勝利を記録。
1994年には4月30日の新潟で準メイン→メインと特別戦を連勝し、2年連続2桁勝利となる10勝をマーク。
1996年には福島の改修工事による振替開催で中山芝1200mで行われた新潟3歳ステークスでパーソナリティワンに騎乗し、果敢に先手を奪う積極策でシンコウスプレンダ・シーキングザパール・メジロドーベルら強豪を相手に勝利。自身唯一の重賞勝利を挙げ、2年ぶりで最後の2桁勝利となる12勝をマーク。
1998年には保田一隆厩舎のセイウンスカイの主戦騎手を務め、中山マイル戦の新馬では不利なフルゲート16頭の大外枠から道中3、4番手に付け、3コーナーで先頭に立つと、そのまま押し切り、後続に6馬身差を付けて勝利。続くジュニアカップでもスピードの違いであっさり逃げを打ち、1番人気の2着メガヒットに5馬身差を付けて連勝し、クラシック候補へと名乗りを上げた。キングヘイロー・スペシャルウィークとの初対決となった弥生賞でも軽快に逃げ足を伸ばし、直線を向いて突き放すと、残り100mでも全く止まらず3〜4馬身あったが、追い込んできたスペシャルウィークにあっさり逆転されて2着に敗れる。鞍上の武豊は最後に手綱を押さえる余裕を見せ、レース後には徳吉に「並ぶ間もなかっただろ?」と言った。弥生賞の敗戦で徳吉は馬主サイドの西山茂行らの意向で鞍上から下ろされ、代わりに「開業したばかりの厩舎の主戦になってくれる騎手を」という保田の要望から横山典弘が主戦騎手となった。西山は父の西山正行が高齢で病気であったという事情があり、父にとって最後のクラシックのチャンスなので、悔いのないようにしようと代えたが、後にインタビューで「徳吉くんには悪いことをしたと、今でも思っています」と語っている。
パーソナリティワンでは船橋のかしわ記念で逃げて中央勢最先着となるアブクマポーロの2着に入ると、ウインターステークスと統合する前の東海ステークスを逃げ切り、エルムステークスも逃げてタイキシャーロックの2着、シリウスステークスも逃げて4着であった。1999年の浦和・さきたま杯では一転して控える競馬でセタノキングの2着に入るなど、全国に遠征した。
1999年9月19日の中山第4競走3歳新馬では14頭中12番人気のオンワードトキワで勝利して枠連15万馬券の大波乱を呼び、2000年には7月13日の福島第9競走ドイツ騎手招待（1）をメガジュールで逃げ切った。
2001年には10月13日の新潟第9競走おけさ特別・オンワードセピアで通算100勝を達成し、同日の第11競走塩沢特別もミホノブルボン産駒オリエンタルシチーで勝利 。翌14日の第9競走水上特別もワカオライデン産駒コアレスタイムで人気に応え、自身最後のメイン勝ち・1日2勝・2日連続勝利を挙げた。
2002年には父サニーブライアン・母父ロングエースのヒノデダイドウで新馬戦12番人気4着、未勝利では7番人気2着→1番人気1着となり、初めての芝で東京マイル戦の3歳500万下ではシルクフェイマスの3着。マーベラスサンデー産駒ヒノデコウジでは6月1日の東京第2競走3歳未勝利で単勝1.2倍のケンゴウザンに8馬身差勝利、タヤスツヨシ産駒ミナモトサヤカでは7月7日の福島第1競走3歳未勝利を2着に9馬身付けて逃げ切り、メジロマックイーン産駒ウォルトンクイーンではスプリンターズステークスが行われた9月29日の新潟第6競走3歳未勝利を12番人気で勝利した。
2003年7月12日の福島第4競走3歳未勝利ではオフサイドトラップ産駒コスモウェンブリーでバブルガムフェロー産駒ミヤビペルセウスにクビ差勝利し、秋の天皇賞馬ワンツーとなった。
2004年10月23日の福島第4競走3歳以上500万下・プリティローズで最後の勝利を挙げ、2005年6月19日の福島第7競走3歳以上500万下・キラウエアシチー（15頭中10着）が最後の騎乗となり、12月31日付で現役を引退した。
引退後は蛯名信広厩舎の調教助手となり、2023年からは同年開業の上原佑紀厩舎に所属する。

## 騎手成績
| 通算成績 | 1着 | 2着 | 3着 | 4着以下 | 出走回数 | 勝率 | 連対率 |
| -------- | --- | --- | --- | ------- | -------- | ---- | ------ |
| 平地     | 116 | 155 | 194 | 2748    | 3213     | .036 | .084   |

主な騎乗馬
- パーソナリティワン（1996年新潟3歳ステークス）